# Wilder Strom
Wilder Strom (Originaltitel: Wild River) ist ein US-amerikanischer Spielfilm von Regisseur Elia Kazan aus dem Jahr 1960. Für das Drehbuch adaptierte Paul Osborn Erzählungen von Borden Deal (Dunbar’s Cove) und William Bradford Huie (Mud on the Stars).

## Handlung
Mitte der 1930er-Jahre, in der Great Depression in Tennessee: Nach einer tödlichen Flutkatastrophe im Tennessee Valley werden Staudämme errichtet, um zukünftig Katastrophen zu verhindern und im Rahmen des New Deal den Menschen Arbeit zu geben. Der Beamte Chuck Glover arbeitet für die Tennessee Valley Authority (TVA) und kommt in das Tal, um dafür zu sorgen, dass die betreffenden Menschen ihre Häuser verlassen und ihr Land für das Staudammprojekt an die TVA verkaufen. Die von der Krise gebeutelten Menschen sind auch dazu bereit, nur die auf einer Insel im Fluss lebende Landwirtin Ella Garth ist störrisch. Die über 80-jährige Witwe, die dort mit ihrer großen Familie lebt und mit ihrem Ehemann im 19. Jahrhundert die Insel kultiviert hatte, möchte nicht ihre Heimat für Geld eintauschen. Sie würde lieber sterben, als nur einen Quadratzentimeter ihres Eigentums abzugeben.
Bereits zwei Vorgänger von Glover waren daran gescheitert, Ella Garth zum Verkauf ihres Landes zu überreden. Auch Glover bleibt zunächst erfolglos, entdeckt aber die Abhängigkeit der Familie von den Afroamerikanern, die auf der Insel für sie arbeiten. Glover bietet den Afroamerikanern neue Arbeit mit dem für sie exorbitanten Tageslohn von fünf Dollar. Das bringt Glover Ärger mit einigen weißen Talbewohnern ein, die nicht wollen, dass die Schwarzen sich an höhere Arbeitslöhne gewöhnen und so viel wie die weißen Arbeiter bekommen. Vom Tankstellenbesitzer Bailey muss Glover einige Faustschläge einstecken, beharrt aber störrisch auf seinem Kurs. Ellas recht faule Söhne, die sich auf die Arbeit der Afroamerikaner bis zu ihrem Weggang stets verlassen hatten, wollen ihre Mutter für geistig umnachtet erklären, womit der Verkauf der Insel möglich wäre. Glover lehnt das aber ab. Obwohl vom Fortschritt überzeugt, kann er die eigentlichen Beweggründe der alten Dame zunehmend nachvollziehen und möchte ihr einen würdigen Abgang verschaffen.
Chuck Glovers Verhalten ist nicht zuletzt auch beeinflusst von der Enkeltochter der alten Frau, Carol Garth Baldwin, eine verwitwete Mutter. Chuck und Carol verlieben sich ineinander, doch diese beginnende Liebe ist von Unsicherheiten geprägt. Der eher verschlossene Chuck ist sich offenbar nicht sicher, ob er für die Ehe und Carol für das großstädtische Leben geschaffen ist. Die sich anbahnende Beziehung bringt Carol auch den Unmut ihrer Großmutter ein. Zudem hat sie in dem charakterlich integren Walter Clark bereits einen Verlobten, den sie aber nicht liebt. Clark fürchtet, dass Chuck sie sitzen lassen wird, sobald seine Arbeit beendet sei. Erst als Carol und Chuck sich gegen einen nächtlichen Mob von Dorfbewohnern, den Bailey um sich geschart hat, erwehren müssen, entscheiden sich die beiden „über Nacht“ für eine Heirat vor dem Friedensrichter.
Letztendlich wird die Insel mithilfe der Polizei enteignet und der Staudamm geschlossen. Ella Garth gibt widerwillig auf und erhält ein nettes kleines Haus, verliert aber ihren Lebensmut und stirbt nur wenig später. Der Fluss überflutet die Insel bis auf einen kleinen Teil, den Familienfriedhof – auf diesem wird Ella neben ihrem Mann beigesetzt. Chuck Glover fliegt mit seiner neuen Familie per Flugzeug davon, von oben können sie die veränderte Landschaft betrachten.

## Hintergrund
Montgomery Clift, der unter Depressionen und Alkoholsucht litt, musste vor den Dreharbeiten unterschreiben, dass er keinen Tropfen Alkohol während der Dreharbeiten anrührt. Unterstützt von Lee Remick und Jo Van Fleet, gelang es dem sensiblen Künstler, während der Dreharbeiten trocken zu bleiben. Clift musste jedoch eine Szene spielen, in der seine Rollenfigur Chuck Glover sich aus Frust völlig betrinkt.
Die Theaterschauspielerin Jo Van Fleet, die bereits unter Kazans Regie in Jenseits von Eden gespielt hatte, war nur halb so alt wie die Rollenfigur der alten Frau Ella Garth. In der kleinen, im Abspann ungenannten Rolle des Jack Roper gab Bruce Dern hier sein Filmdebüt.

## Rezeption
Kazan bezeichnete Wilder Strom mehrfach als Lieblingsfilm unter seinen eigenen Filmen. An den damaligen Kinokassen fiel der Film allerdings durch. Die Kritiken fielen insgesamt zwar freundlich aus, aber nicht wenige Stimmen hielten die Vermengung von sozialen Themen mit romantischer Liebesgeschichte für unausgegoren. Dieser Punkt wird auch in den deutschsprachigen Kritiken zum Film kritisiert:

„Unentschlossen zwischen sozialkritischer Studie und individueller Liebesgeschichte schwankend, bietet der episch angelegte Film teilweise sehr gefühlvoll ausgerichtete Unterhaltung.“

„Aus zwei Romanen um den Bau der Tennessee-Staumauer unter Roosevelts New-Deal-Programm extrahierten Regisseur Elia Kazan (Die Faust im Nacken) und Autor Paul Osborn eine bäurische Blut und-Boden-Ballade. In dem Mischwerk sind die Bemühungen des Regierungsagenten, eine störrische Alte von ihrer flutbedrohten Farm zu entfernen, nur notdürftig verknüpft mit der Liebe des Helden zu einer jungen Witwe; und vollends eingeflickt erscheinen einige Attacken gegen südstaatliche Rassenvorurteile. Den Hauptdarsteller Montgomery Clift vermochte selbst der als Marlon-Brando-Bändiger gerühmte Regisseur nicht aus mimischer Erstarrung zu erlösen.“

Eine Reihe von späteren Filmkritikern sieht in Wilder Strom einen Geheimtipp in Kazans Œuvre und eines seiner stärksten Werke. So schrieb Dave Kehr für den Chicago Reader, dieses Drama sei „wahrscheinlich Elia Kazans feinster und tiefgründigster Film, eine Betrachtung darüber, wie die Vergangenheit die Gegenwart sowohl hemmt als auch bereichert.“ Lee Remick gebe eine der „berührendsten Darstellungen ihrer unterschätzten Karriere“. Der Ton des Filmes wechsle immer wieder binnen Sekunden zwischen Hysterien und Träumereien, aber Kazan inszeniere das mit sicherem Gespür.

## Auszeichnungen
Der Film wurde zum Wettbewerb um den Goldenen Bären der Berlinale 1960 eingeladen, ging bei der Preisvergabe allerdings leer aus.
2002 wurde Wilder Strom in das National Film Registry aufgenommen.